# Joan Gunfaus Navarro
Joan Gunfaus Navarro (Terrassa, 1930 - Terrassa, 7 de setembre de 1989). Enginyer, empresari i polític terrassenc. Va ser el responsable de la creació de la Mery l'any 1959, la combinació de pal de fregar i escorredora que encara es ven en l'actualitat.
Gunfaus també va ser tinent d'alcalde d'Esports de Terrassa, membre de la Junta Directiva del Club de Futbol Terrassa, i va formar part del Ple de la Cambra de Comerç, de la Cecot i d'altres entitats. També va ser el fundador i primer director de l'Sport Center, centre lúdic per a joves situat a la N-150, entre Terrassa i Sabadell.
El 1959, Gunfaus va proposar-se trobar a una solució a la neteja de terra que es feia de genolls, especialment les dones, en aquella època i després d'un viatge a Estais Units, va tornar amb la idea de millorar els dissenys existents, basats en un pal de fregar i un escorredor de rodets. A la seva ferreteria van afegir un embut metàl·lic amb forats al cubell i van patentar l'invent el 7 de juliol de 1959 (número 75.168, publicat l'1 de desembre de 1959).
Així va néixer l'empresa Mery S.A., que tenia com a producte estrella aquesta combinació de pal de fregar i escorredora anomenada Mery. L'origen del nom es troba en una conversa en la que un americà parlava d'una tal “Mery”; es devia dir Mary, però en Joan Gunfaus es va quedar amb la pronunciació. Així va decidir posar-li aquest nom, escrit amb “e”, que li donava un toc femení i internacional.
L'èxit del nom va ser tal, gràcies en part a una recordada campanya publicitària amb la Mary Santpere, que a dia d'avui a Terrassa i d'altres zones del Vallès, se li diu Mery a totes les fregadores.
El disseny de Gunfaus va tenir molt d'èxit comercial, però no se'l considera l'inventor de la fregadora. Aquest honor s'atribueix normalment a l'enginyer aragonès Manuel Jalón Corominas, que des de la seva empresa Rodex ja havia distribuit models similars abans de la Mery i que va consolidar el disseny actual el 1964, amb un model de plàstic. Jalón i Gunfaus mantenien bona relació i van acordar de forma divertida i amistosa, que Gunfaus era “el rei de la fregadora a Catalunya” i Jalón ho era a Espanya.
El 1983 va crear l'Sport Center, on hi havia circuit de patinatge, minigolf, d'educació vial i activitats pels més joves. També hi van fer xerrades i tertúlies de temes d'actualitat i s'hi va introduir el raquetbol i el pad-tenis, precursor del pàdel. Amb la seva mort el 1989, la gestió va quedar a càrrec dels fills i la instal·lació va sobreviure amb algunes parades i un canvi de nom al 2011, quan va passar a anomenar-se Sport Center Land. Al 2020 va tancar definitivament.